# منتخب إثيوبيا تحت 17 سنة لكرة القدم
منتخب إثيوبيا تحت 17 سنة لكرة القدم هو ممثل إثيوبيا الرسمي في المنافسات الدولية في كرة القدم
، يديريه اتحاد إثيوبيا لكرة القدم.